# Mercedes-Benz Actros
Mercedes-Benz Actros é um caminhão de grande porte lançado em 1997 pela Mercedes-Benz. Foi desenvolvido para percorrer grandes distâncias e com grande quantidade de carga, tendo motor V6 ou V8 equipado com turbo e intercooler. As versões II e III foram lançadas pela Daimler Trucks em 2004 e 2011, respectivamente. Além de logística, também é considerado um dos principais caminhões dumpers na atualidade. Foi vencedor do International Truck of the Year (Caminhão Internacional do Ano) em 1997, 2004, 2009 e 2012.